# Andrzej Charzewski
Andrzej Charzewski (ur. 2 sierpnia 1941 w miejscowości Czarne) – polski polityk, samorządowiec, były wojewoda skierniewicki, przewodniczący sejmiku łódzkiego I kadencji.

## Życiorys
Ukończył studia na Wydziale Ogrodniczym Szkoły Głównej Gospodarstwa Wiejskiego w Warszawie. Od lat 60. zajmował kierownicze stanowiska w przedsiębiorstwach rolnych, był m.in. kierownikiem Samodzielnej Pracowni Upowszechniania Postępu w Zakładzie Warzywnictwa w Skierniewicach. Działał w strukturach rad narodowych: zasiadał w Powiatowej i Miejskiej Radzie Narodowej w Skierniewicach.
W latach 1994–1997 zajmował stanowisko wojewody skierniewickiego z ramienia Polskiego Stronnictwa Ludowego. Od 1998 do 2002 pełnił funkcję przewodniczącego sejmiku łódzkiego I kadencji z ramienia koalicji SLD-PSL. W wyborach w 2001 bez powodzenia kandydował do Senatu. W wyborach samorządowych w 2002 ubiegał się o urząd prezydenta Skierniewic, uzyskując w II turze 48,13% głosów.
Pracował następnie w łódzkim oddziale Narodowego Funduszu Zdrowia. Później został pełnomocnikiem prezydenta Skierniewic. Od 2007 zatrudniony także w miejskiej spółce z o.o. – Energetyce Cieplnej.
Należy do PSL, wchodził w skład władz regionalnych tej partii. W 2002 stanął na czele Fundacji im. Józefa Chełmońskiego w Radziejowicach. W marcu 2010 został wybrany na przewodniczącego Towarzystwa Przyjaciół Skierniewic. Odznaczony Krzyżem Oficerskim Orderu Odrodzenia Polski (1999).